# I Belong to You (песня Ленни Кравица)
«I Belong to You» (рус. Я принадлежу тебе) — третий сингл американского рок-певца Ленни Кравица с его альбома 5, сочетающая жанры софт-рока и рэгги. Наряду с другой песней с альбома, «Fly Away», помогла Кравицу добиться ещё большего успеха в Европе. Все инструментальные и вокальные партии в песне исполняет Ленни Кравиц, за исключением игрушечного пианино в исполнении Терри Мэннинга.

## Видео
Съёмки видео проходили в октябре 1998 года на Багамах, откуда родом родители его матери Рокси Рокер, на протяжении видео Кравиц прогуливается и ездит на велосипеде по улицам, танцует среди людей и купается в океане.

## Позиции в чартах
| Чарт (1998)                   | Лучший результат |
| ----------------------------- | ---------------- |
| U.S. Billboard Hot 100        | 71               |
| U.S. Billboard Adult Charts   | 15               |
| United Kingdom Singles Charts | 75               |